# III/1 Dywizjon Myśliwski

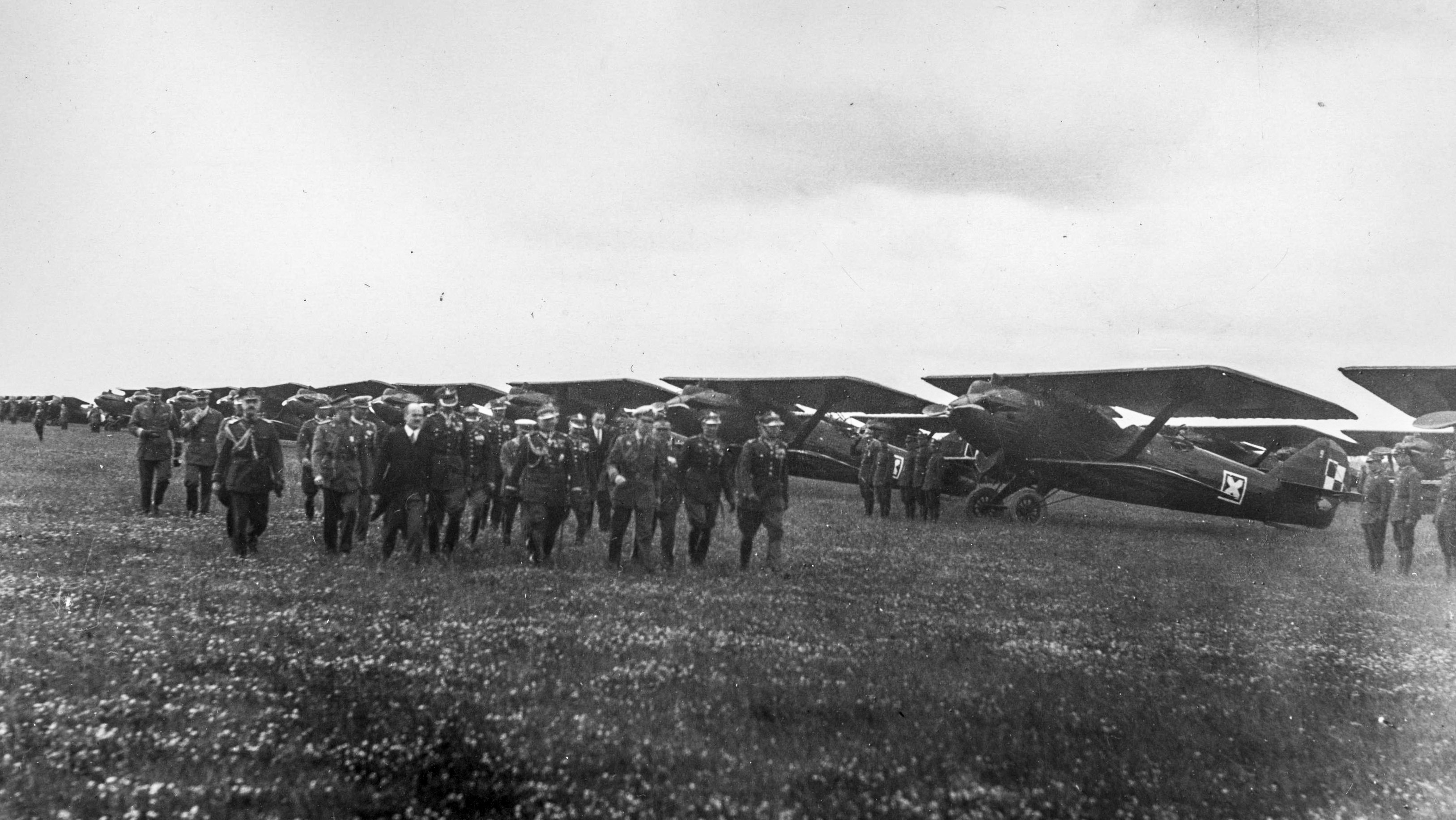
Wizyta brata króla Rumunii – księcia Mikołaja

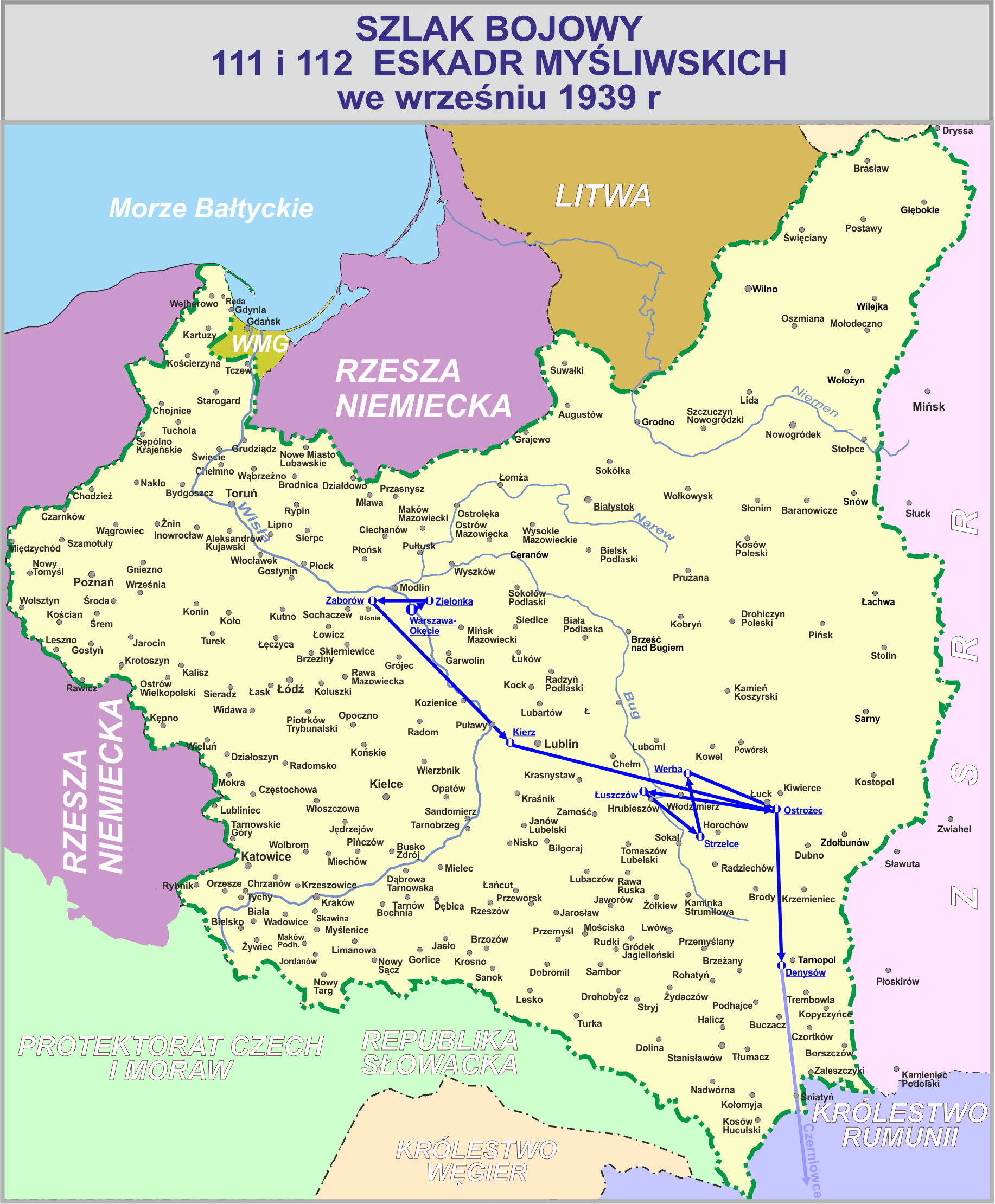

III/1 Dywizjon Myśliwski – III dywizjon myśliwski 1 pułku lotniczego (III/1 dm) – pododdział lotnictwa myśliwskiego Wojska Polskiego w II Rzeczypospolitej.
III dywizjon myśliwski sformowany został w 1921, w składzie 1 pułku lotniczego. Stacjonował w garnizonie Warszawa, początkowo na lotnisku mokotowskim, a później na lotnisku Okęcie.
W kampanii wrześniowej 1939 walczył w składzie Brygady Pościgowej.
Za kampanię wrześniową został odznaczony orderem Virtuti Militari.

## Formowanie, zmiany organizacyjne i szkolenie
W maju 1921 na lotnisku mokotowskim rozpoczęto organizację 1 pułku lotniczego. W skład nowo formowanego pułku miał wejść między innymi dywizjon myśliwski z eskadrami: 7 eskadra myśliwska kpt. pil. Jerzego Webera wyposażona w samoloty Ansaldo A.1 Balilla i 19 eskadra myśliwska (18 em?) kpt. pil. Józefa Krzyczkowskiego z samolotami Spad S.VII i Spad S.XIII. Ta ostatnia do połowy 1922 czasowo stacjonowała w Dęblinie.
W 1922 19 eskadra myśliwska zdała mocno wyeksploatowane Spady S.VII i otrzymała na uzupełnienie kilka Spadów S.XIII. Pod koniec 1923, w ramach unifikacji uzbrojenia, eskadra zamieniła wszystkie Spady na Ansaldo A.l Balilla. Od tej pory dywizjon posiadał jednolite wyposażenie. Samoloty „Balilla” nie cieszyły się dobrą opinią, ponieważ bardzo często dochodziło na nich do wypadków. Piloci dywizjonu nie uczestniczyli  w ćwiczeniach z wojskami lądowymi, a odbywali jedynie loty ćwiczebne. 
Wiosną 1925 7 eskadra myśliwska przemianowano została na 121 eskadrę myśliwską, a 19 eskadra myśliwska na 122 eskadrę myśliwską.
W sierpniu 121 eskadra wzięła udział w dużych manewrach wojsk lądowych na Wołyniu. Kilkuletnie braki w szkoleniu spowodowały, że piloci myśliwscy mieli problemy z symulowanym atakowaniem samolotów eskadr liniowych. 
Jesienią  kilku pilotów dywizjonu przeniesiono do formującego się na Lotnisku Mokotowskim 11 pułku myśliwskiego.
Jesienią 1926 dywizjon otrzymał nowe myśliwce Spad S.61C1. Nowe samoloty były szybsze od Balilli, ale miały też wady konstrukcyjne. Objawiało się to odpadaniem skrzydeł w czasie akrobacji i wpadaniem w korkociąg.
We wrześniu, w ramach „eskadry manewrowej“ podczas letnich ćwiczeń na Kielecczyźnie, kilka samolotów dywizjonu operowało z lotniska polowego pod Ostrowcem Świętokrzyskim.
Z końcem 1927 rozpoczęła się wymiana Spadów S.61C1 na Spady S.51C1, które były nieco wolniejsze, ale miały dużo lepszą wytrzymałość konstrukcyjną. Dzięki temu, na nowym myśliwcu można było bez większych ograniczeń trenować akrobacje.
W 1928 po raz kolejny przemianowano eskadry. Na podstawie rozkazu Ministerstwa Spraw Wojskowych  L.dz. 412/tjn.Org. z 2 sierpnia 1928, 121 eskadra przyjęła nazwę 111 eskadry myśliwskiej, a 122 eskadra – 112 eskadry myśliwskiej.
W tym też roku etaty samolotów każdej z eskadr zwiększono z sześciu do dziesięciu. Cały dywizjon liczył dwadzieścia samolotów w dwóch eskadrach i dwie maszyny w kluczu dowództwa dywizjonu. 
W czerwcu 1929 dywizjon przeszedł szkołę ognia na poligonie w Rembertowie. We wrześniu piloci uczestniczyli w międzydywizyjnych manewrach w rejonie Hrubieszowa i Włodzimierza Wołyńskiego. 
Pod koniec tego miesiąca grupa pilotów 112 eskadry wzięła udział w ćwiczeniach obrony przeciwlotniczej Dęblina.
Z powodu dużej liczby wypadków lotniczych, szef Departamentu Aeronautyki M.S.Wojsk. rozkazem L. 1531/29 z listopada 1929 nakazał bezwzględne stosowanie spadochronów. 
W styczniu 1930 piloci dywizjonu przeszli kurs spadochronowy zakończony skokiem ze spadochronem.
Wiosną eskadry odbyły szkołę ognia na poligonie w Grudziądzu. Eskadry ćwiczyły osobno.
Od 1931 obie eskadry szkoliły się już wspólnie.
W połowie roku dywizjon otrzymał kilka maszyn Wibault 70 o konstrukcji metalowej. 
11 listopada podczas defilady w Warszawie z okazji Święta Niepodległości, trzy klucze dywizjonu przeleciały nad maszerującymi żołnierzami wojsk lądowych. 
W 1932 dywizjon przeniesiono z lotniska na Mokotowie na lotnisko Okęcie.
W tym też czasie na wyposażenie 112 eskadry myśliwskiej weszły samoloty PWS-10.
Szkołę ognia piloci odbyli na poligonie w Grudziądzu, a ćwiczenia letnie w rejonie Brześcia. 
Od wiosny 1933 piloci dywizjonu zaczęli szkolić się na nowych samolotach PZL P.7a. Do czasu pełnego przeszkolenia na „siódemkach”, nadal latano na Spadach S.51C1 i PWS-10.
W ciągu maja i czerwca większość pilotów dywizjonu zakończyła już szkolenie i 27 czerwca, na nowych samolotach mogli się zaprezentować przebywającemu z wizytą w Polsce księciu Mikołajowi z Rumunii.
Szkołę ognia i ćwiczenia letnie personel dywizjonu odbył na poligonach Toruń-Podgórz oraz w Nowogródku. W październiku grupa polskich pilotów myśliwskich złożyła wizytę w Rumunii. W ten sposób chciano między innymi zachęcić Rumunów do zakupu myśliwca PZL P.7a. 
W 1934 funkcję oficerów technicznych dywizjonów i eskadr objęli oficerowie posiadający odpowiednie przygotowanie i wykształcenie zawodowe.
W lipcu i sierpniu dywizjon po raz pierwszy uczestniczył w „koncentracji” lotnictwa. Był to nowy rodzaj ćwiczeń w których dywizjony i eskadry koncentrowano na wybranym lotnisku. Ćwiczono osłonę wojsk lądowych, zwalczanie rozpoznania i bombowców, wymiatania myśliwskie, grupowe lądowania, starty z lotnisk polowych itp. Koncentrację kończono przelotem jednostek do Warszawy na lotnisko Okęcie.
W styczniu 1935 personel dywizjonu wyjechał do Worochty na dwutygodniowy kurs narciarski. Kursy tego typu były formą doskonalenia kondycji fizycznej pilotów. 3 maja warszawskie dywizjony myśliwskie uświetniły grupowym przelotem samolotów defiladę wojsk lądowych. Dowódcą rzutu powietrznego defilady był ppłk pil. Stefan Pawlikowski.
W połowie roku dywizjon otrzymał pierwsze myśliwce PZL P.11a. Przez jakiś czas były one współużytkowane z samolotami PZL P.7a.
W lipcu 1936 dywizjon odleciał na szkołę ognia do Grudziądza, a w sierpniu wziął udział w koncentracji lotnictwa na Okęciu. Od 6 do 18 września III dywizjon współpracował w ćwiczeniach międzydywizyjnych na Lubelszczyźnie.
W tym też roku w dywizjonie pojawiały się pierwsze egzemplarze myśliwca PZL P.11c. Na tych samolotach udała się  do Szwecji delegacja polskiego Lotnictwa. W jej składzie  był także dowódca 112 eskadry myśliwskiej kpt. pil. Stanisław Pietraszkiewicz.
W sierpniu dywizjon uczestniczył w koncentracji jednostek lotnictwa myśliwskiego stacjonując na warszawskim węźle lotnisk. Szkołę ognia odbył na poligonie Trauguttowo. 
W tym też miesiącu, z okazji pobytu francuskiego gen. M. Gamelina w Polsce, odbył się uroczysty przegląd i powietrzna rewia jednostek bojowych 1 pułku lotniczego. Oba dywizjony myśliwskie leciały na samolotach PZL P.ll.
Także w sierpniu personel naziemny 111 eskadry myśliwskiej wyjechał na lotnisko polowe w rejonie Sarn na Wołyniu. Eskadra otrzymała zadanie chronienia przed sowieckimi samolotami okolic Sarn i Straszowa, gdzie Polacy wznosili system fortyfikacji wzmacniających wschodnią granicę.  
17 sierpnia nad granicę sowiecką poleciały prowadzone przez por. pil. Zdzisława Krasnodębskiego, samoloty PSZ P.11. Podczas lądowania piąty przyziemiający samolot, pilotowany przez ppor. Wincentego Nałęcza (P.lla nr 7.9), skapotował i odniósł lekkie uszkodzenia. Piloci rozpoczęli służbę w ramach eskadry KOP.
Stacjonujący w Sarnach personel latający podlegał rotacyjnej wymianie i zwykle raz w miesiącu zastępowany był przez nowych pilotów dywizjonu. Ekipa myśliwców z III/l dywizjonu stacjonowała w Sarnac do połowy listopada 1936. W tym czasie piloci wielokrotnie przepędzali znad terytorium Polski rosyjskie maszyny rozpoznawcze, ale i sami niejednokrotnie przekraczali granice Rosji Sowieckiej.
We wrześniu por. pil. Witold Urbanowicz oraz por. pil. Wincenty Nałęcz stoczyli walkę z sowieckim dwupłatem zwiadowczym.

Tak walkę wspomina Witold Urbanowicz:

Patrolowaliśmy wyznaczony obszar powietrzny w rejonie Sarn. Mieliśmy ostrą amunicję. Otrzymaliśmy rozkaz, aby strzelać wyłącznie we własnej obronie. I tak się też stało. W czasie lotu z por. Wincentym Nałęczem sowiecki samolot otworzył do nas ogień. Po wykonaniu uniku ponownie dawałem mu znaki: kołysaniem samolotu i wskazywaniem mu ręką, aby odleciał na wschód. Pilot sowiecki, zamiast wykonać moje polecenie, ponownie nas ostrzelał. Wówczas zaatakowaliśmy samolot rosyjski. Strzelałem do niego krótkimi seriami (był to dwupłat). Samolot rosyjski zaczął dymić, wykonał kilka zwitek korkociągu i zniknął w chmurach. Na drugi dzień prasa polska podała: „Samolot rosyjski z niewiadomych powodów rozbił się na błotach poleskich”. Żadnej reakcji ze strony rosyjskiej nie było. Wydarzenie to było trzymane w tajemnicy. Po lądowaniu powiedziałem mechanikom, że strzelałem w powietrze celem sprawdzenia karabinów maszynowych. Rosjanie po tym tzw. „rozbiciu samolotu na biotach poleskich” przestali fotografować umocnienia polskie wzdłuż granicy wschodniej.

W czerwcu 1937 piloci przeszli szkołę ognia na poligonie Trauguttowo, a we wrześniu brali udział w dużych ćwiczeniach z udziałem oddziałów lądowych na terenie Wielkopolski i Pomorza.
17 marca 1938 roku dywizjon w składzie Zgrupowania Myśliwskiego odleciał na lotnisko Porubanek koło Wilna. Był to element polskiej demonstracji militarnej. Rząd polski chciał wymóc na Litwie nawiązanie kontaktów dyplomatycznych. Podczas lądowania dywizjonu myśliwiec PZL P.11a por. pil. Arsena Cebrzyńskiego został całkowicie rozbity, a samolot por. pil. Tadeusza Opulskiego doznał lekkich uszkodzeń. Przez kilka następnych dni samoloty myśliwskie wykonywały demonstracyjne przeloty wzdłuż granicy polsko-litewskiej. Po przyjęciu przez stronę litewską polskiego ultimatum 21 marca tegoż roku dywizjon powrócił do Warszawy.
W 1938 roku na niektórych PZL P.llc zaczęto montować radiostacje Polski Philips N2L/M „wzoru przerobionego”. W maju radiostacje zostały wypróbowane, kiedy to klucz trzech PZL P.11c  w składzie: por. pil. Adam Kowalczyk (oficer taktyczny III/l dywizjonu), kpt. pil. Juliusz Frey (z IV/1 dywizjonu) i por. pil. Wojciech Januszewicz (zastępca dowódcy 111 em) wziął udział w ćwiczeniach zorganizowanych w 2 pułku lotniczym. Celem ćwiczeń było sprawdzenie współpracy ziemia-samolot przy użyciu radiostacji pokładowych N2L/M z radiostacjami RKL/L zamontowanymi na samochodach rzutu kołowego 1 pułku lotniczego. Do momentu wybuchu wojny radia tego typu zamontowane zostały na 2/3 pozostających w eksploatacji samolotach PZL P.llc.
Od 28 do 30 sierpnia 1938 roku dywizjon uczestniczył w ćwiczeniach OPL, bazując na lotnisku Dęblin.
Na przełomie sierpnia i września, podczas kolejnej wizyty gen. Gamelina w Polsce, dywizjon pełnił funkcje reprezentacyjne. Z rozkazu wyższych przełożonych wykonał lot pokazowy.

 Dowódca 111 eskadry myśliwskiej kpt. Sidorowicz tak wspomina:

Wtedy, na poligonie w Rembertowie, robiliśmy dla niego pokazowe strzelanie i bombardowanie z lotu nurkowego [..] bombami cementowymi. W pokazie brała udział cala Brygada Myśliwska w składzie czterech eskadr pod dowództwem ppłk. pil. Pamuły. Dzięki ciągłym ćwiczeniom w powietrzu piloci poszczególnych eskadr byli doskonale ze sobą zgrani. Pokaz wypadł na piątkę. Po pokazie gen. Gamelin wyraził chęć poznania pilotów brygady. Za zgodą wyższych władz dowódca pułku, płk pil. Pawlikowski, zaprosił generała do kasyna pułku lotniczego na lampkę wina. W kasynie zjawiliśmy się tak jak staliśmy, wprost z samolotów. General był bardzo miły i widać było, że zaimponowaliśmy mu.

We wrześniu dywizjon wziął udział w ćwiczeniach wojskowych na Wołyniu, które odbywały się w okresie dużego napięcia politycznego związanego z prowokacyjnymi działaniami III Rzeszy wobec Czechosłowacji. Czechosłowacja związana była traktatem wojskowym z ZSRR, który gotów był wysłać swoje wojska na pomoc. Jedne z największych manewrów, jakie miały miejsce w okresie II RP, miały pokazać władzom sowieckim, że Polacy nie pozwolą ani na przemarsz Armii Czerwonej przez Polskę, ani na przeloty nad swoim terytorium sowieckich samolotów. W manewrach wołyńskich udział wzięło: pięć dywizji piechoty, trzy brygady kawalerii, jedna brygada zmotoryzowana, jednostki pancerne, artylerii, łączności oraz samoloty z 1., 2., 3. i 6. pułku lotniczego. Podczas ćwiczeń III/l dywizjon działał z lotniska Lubitów. 20 września myśliwce odleciały z Lubitowa na Okęcie, potem w drogę powrotną do Warszawy wyruszył rzut naziemny dywizjonu.
Jesienią dywizjon został przesunięty na lotnisko koło Pszczyny. Tam jednostka brała udział w akcji „Zaolzie”, wchodząc w skład lotnictwa Samodzielnej Grupy Operacyjnej „Śląsk”.
Dywizjon mieli zapewnić osłonę własnych wojsk oraz zwalczać lotnictwo przeciwnika. W tym czasie osłonę powietrzną Warszawy zapewniały eskadry myśliwskie 4 pułku lotniczego.
Do walk na Zaolziu nie doszło, a działania pilotów ograniczyły się do lotów patrolowych.
Na przełomie 1938 i 1939 roku sytuacja międzynarodowa stawała się coraz bardziej napięta. III Rzesza zażądała  przyłączenia Wolnego Miasta Gdańska do Niemiec i budowy eksterytorialnej autostrady pomiędzy Prusami Wschodnimi a Pomorzem Zachodnim. W związku z wypłynięciem ze Szczecina eskadry niemieckich okrętów, które miały zająć litewską Kłajpedę, 23 marca 1939, ogłoszona została częściowa mobilizacja Wojska Polskiego. Polskie władze obawiały się, że Niemcy mogą część z tych okrętów skierować do Wolnego Miasta Gdańska. W nocy z 22 na 23 marca lotnictwo polskie zostało postawione w stan pełnej gotowości bojowej. W dniach od 22 do 25 marca dywizjon uczestniczył w ćwiczeniach obrony przeciwlotniczej Warszawy. Wykorzystywano informacje otrzymywane z nowo tworzonej sieci dozorowania powietrznego. Ćwiczenia wykazały mankamenty systemu wokół Warszawy.
Tak wspominał to ówczesny pilot 112 eskadry — ppor. Witold Łokuciewski:

Na przedpolach Warszawy prowadziliśmy ćwiczenia w przyłapywaniu pozorowanego nieprzyjaciela. Gdy „nieprzyjacielem” był powolny R.XIII lub Fokker, udawało się przechwycić go daleko przed celem. Gorzej było, gdy nieprzyjaciela udawał szybki „Łoś” – wówczas nieraz udawało mu się wymknąć. Dało to nam wiele do myślenia. Wiedzieliśmy bowiem, że niemieckie bombowce latają z dużą prędkością.

Na przełomie kwietnia i maja piloci dywizjonu przeszli szkołę ognia w Brześciu. 
Udział w tych ćwiczeniach tak opisał ppor. pil. Jan Zumbach:

W końcu kwietnia 1939 roku, gdy eskalacja nazistowskiego zagrożenia szybko narastała, eskadra nasza została skierowana na ćwiczenia zwane szkołą ognia w Brześciu nad Bugiem. Spędziliśmy tam upalne dwa tygodnie. Każdego dnia wystrzeliwaliśmy setki pocisków z naszych karabinów maszynowych do worków wleczonych przez samoloty lub do tarcz strzelniczych na ziemi. Wieczorami spędzaliśmy mile godziny w towarzystwie żeńskiej części ludności miasteczka. Następstwem zbyt gorliwego sposobu spędzania wolnego czasu było to, że program naszego szkolenia nieco się opóźnił. Dowodzący pułkownik, gdy to stwierdził, w dniu naszego powrotu do Warszawy 10 maja wlepił nam niezwykle oryginalną karę. „Start nastąpi w ciasnym szyku! Każdy z was do końcówek swoich skrzydeł przymocuje sznurki z chorągiewkami; każdy sznurek ma mieć długość trzech metrów i być przywiązany do skrzydła samolotu sąsiada. Lecimy wszyscy połączeni tymi sznurkami! Jeśli podczas startu, w locie lub przy lądowaniu jeden sznurek zostanie zerwany, cały zespół zostanie surowo ukarany! Rozejść się, panowie!”
Nie wiem, czy na świecie jest wielu pilotów, którzy próbowali tej sztuki. Zalecam ją jako próbę nerwów. My, spoceni od stóp do głów, trzymaliśmy odległości między samolotami z centymetrową dokładnością i udało nam się dolecieć do Warszawy, nie zrywając ani jednego z przeklętych sznurków.

Pod koniec czerwca  do dywizjonu przydzielono siedmiu podchorążych – absolwentów Szkoły Podchorążych Lotnictwa w Dęblinie i ośmiu absolwentów Szkoły Podoficerów Lotnictwa dla Małoletnich w Krośnie. W tym czasie myśliwcy zaczęli ćwiczyć loty nocne.  W lipcu nasiliły się przypadki penetracji polskiego obszaru powietrznego w rejonach pogranicznych przez samoloty Luftwaffe. Na lotniskach polowych koło Białegostoku i Grodna dyżurowały klucze alarmowe dywizjonu.  Próby przechwycenia intruzów nie powiodły się. Zasadzki zlikwidowano. Kontynuowano za to ćwiczenia pilotów, w tym  podchorążych. Oszczędzano jednak samoloty ze względu na ich zużycie spowodowane wieloletnią eksploatacją. Z powodu tych oszczędności, znaczna część młodych pilotów, którzy w czerwcu przyszli do dywizjonu, nie zdążyła w pełni przerobić programu szkolenia bojowego.

Podporucznik pil. Witold Łokuciewski tak wspomina tamten czas:

W lipcu nie ulegało już wątpliwości, że konflikt zbrojny jest nieunikniony. „Jastrzębi” nie produkowano. Co gorsza, nie produkowano również „jedenastek ”. Na wojnę więc będziemy musieli wyruszyć bez sprzętu, z samolotami znajdującymi się w eskadrze. A ich stan techniczny, na ogól biorąc, był fatalny. Dla przedłużenia resursu silników przerwano nawet w lipcu loty na okres jednego tygodnia.

## Kadra dywizjonu
| Stopień   | Imię i nazwisko             | Okres pełnienia służby |
| --------- | --------------------------- | ---------------------- |
| mjr pil.  | Jerzy Kossowski             | 1921 – 1925            |
| mjr pil.  | Józef Krzyczkowski          | VI 1925 – VI 1926      |
| mjr pil.  | Teofil Dziama               | VI 1926 – IX 1928      |
| mjr pil.  | Jerzy Wieniawa-Długoszowski | IX 1928 –11 V 1931     |
| kpt. pil. | Edward Więckowski           | V 1931 – I 1938        |
| mjr pil.  | Zdzisław Krasnodębski       | I 1938 – 1939          |

## Samoloty dywizjonu
Dywizjon uzbrojony był w 18 samolotów myśliwskich PZL P.11c i 4 samoloty myśliwskie PZL P.11a z czego 12 samolotów PZL P.11c w 111 eskadrze myśliwskiej (w tym samolot dowódcy dywizjonu i oficera taktycznego) oraz 6 samolotów PZL P.11c i 4 samoloty PZL P.11a w 112 eskadrze myśliwskiej.

## Organizacja i obsada personalna III/1 dm we wrześniu 1939
- Dowództwo
  - dowódca - kpt. pil. Zdzisław Krasnodębski
  - oficer taktyczny - por. pil. Aleksander Gabszewicz[33]
  - oficer łączności - kpt. obs. Jarosław Jan Giejsztowt
  - lekarz - por. lek. Kazimierz Kotłowski
- 111 eskadra myśliwska
- 112 eskadra myśliwska